# Cayetano Fernández Cabello
Cayetano Fernández Cabello (Cadis, 1820 - Sevilla, 5 de novembre de 1901), sacerdot i poeta espanyol, xantre de la Catedral de Sevilla, Acadèmic de la Reial Acadèmia Espanyola i de la Real Academia Sevillana de Buenas Letras.

## Biografia
Va ingressar en el seminari de Sant Bartolomé de Cadis, però ho va deixar en 1839 i va marxar a Sevilla, on va cursar la carrera de lleis fins a 1848 i es va casar, exercint l'advocacia i l'ensenyament en diversos col·legis particulars fins que va enviduar i reingressà al seminari, ordenant-se de sacerdot en 1852. Isabel II li va encarregar l'educació del seu fill, el futur Alfons XII. Per a ell va escriure Fábulas ascéticas en verso castellano y en variedad de metros (Sevilla: Imprenta de D. A. Izquierdo, 1864); una tercera edició corregida i augmentada és de Madrid: Miguel Olamendi, 1871. Encara es van fer una quarta i una cinquena (Madrid: Gregorio del Amo, 1885 y 1901). Va conèixer una traducció a l'anglès (London, J. T. Hayes, [1874]). Escollit acadèmic de la llengua en 1866, ho va ser també de la Sevillana de Bones Lletres. També va compondre versos satírics, com uns Cánones caprinos que va escriure contra el bisbe protestant espanyol de Sevilla Juan Bautista Cabrera. Va atacar també l'evolucionisme de Charles Darwin. Va fer una important labor com a bibliotecari de la Colombina de Sevilla, a la qual va reportar notables millores. Hi ha un retrat seu del pintor Antonio Silvera y de Ponte (1950) en la Catedral de Sevilla, inspirat en una fotografia.

## Obres
- La cruz y el telescopio estudio sobre el supuesto conflicto entre la fe y la astronomía, con sujeción al tema primero de la sección científico-religiosa del tercer Congreso Católico Nacional en Sevilla... Sevilla: Rasco, 1892.
- Oración fúnebre que...en las honras de Miguel de Cervantes y demás ingenios españoles. Madrid, 1867.
- Discursos leídos ante la Real Academia Española en la recepción pública de don Cayetano Fernández: el 16 de abril de 1871. Tema: "La verdad divina de eminente esplendor a la palabra humana", Madrid, Impr. y Estereotipia de M. Rivadeneyra, 1871.
- Proverbios del príncipe escritos para Alfonso Francisco de Borbón y Borbón por su maestro de religión y moral. Madrid, Establecimiento tipográfico de E. Aguado, 1865.
- Recuerdo fúnebre del ilustrísimo señor D. Juan José Bueno y Le-Roux..., en cumplimiento de acuerdo de la Real Academia Sevillana de Buenas Letras..., Sevilla: La Andalucía, 1892.
- Don Fabián de Miranda, Deán de Sevilla, asturiano: cuadros históricos de la vida de este sacerdote insigne y venerable. Sevilla: Impr. y Libr. A. Izquierdo, 1883.
- Fábulas ascéticas en verso castellano y en variedad de metros (Sevilla: Imprenta de D. A. Izquierdo, 1864); una tercera edición corregida y aumentada es de Madrid: Miguel Olamendi, 1871. Todavía se hicieron una cuarta y una sexta (véase después) (Madrid: Gregorio del Amo, 1885 y 1901; también Madrid: Imprenta del Asilo de Huérfanos del Sagrado Corazón de Jesús, 1901).
- Nuevas fábulas ascéticas en variedad de metros. Sevilla: Lib. é Imp. de Izquierdo y Compañía, 1898
- El Gran Castaña. Confesiones de un peregrino, Sevilla: Izquierdo y Cía. 1899.
- El oratorio de San Felipe Neri de Sevilla: su historia, instituciones, particularidades y biblioteca oratoriana, Sevilla: Librería e Imp. de Izquierdo y Comp., 1894.
- Aguinaldo literario... Los pastores de Belén. Auto de Navidad en dos jornadas y en verso., Sevilla: Antonio Izquierdo y Sobrino, 1873. Música de Evaristo García y Torres.
- Anuario de la Biblioteca Colombina: expresivo de las adquisiciones, tareas y mejoras hechas en dicho establecimiento en el año de 1877, Sevilla: Francisco Álvarez y Cia., 1878.
- El cántico de Moisés: traducido en verso castellano para S. A. R. El Sermo. Sr. Príncipe de Asturias, Madrid: Eusebio Aguado, 1866.
- Biografía del... Sr. D. Manuel Joaquín Tarancón y Morón, Cardenal Presbítero de la Santa Iglesia Romana..., Sevilla: Imprenta Española y Extranjera de don José M. Geofrín, 1862.
- El Cielo. Ensayo astronómico-poético... Sevilla: Imprenta Izquierdo y Cia., 1894.
- El nuevo Beato, el Ilmo. Juvenal Ancina, del Oratorio de Roma. Sevilla: Izquierdo, 1890.
- El Talismán de los niños. 2.ª ed. Sevilla: Imprenta Sres. A. Izquierdo y Sobrino, 1876.
- La moral estoica y la moral evangélica. Discurso leído ante la R. Acad. de Buenas Letras... en la recepción pública del... el 1 de junio de 1862. Contestación de D. J. Fernández Espino. Sevilla: Estudio tipográfico de La Andalucía, 1862. 52 p.
- Misal de los niños tomado de «El Talismán». Barcelona: Herederos de Pablo Riera, 1883.
- Necrología de D. Joaquín de Gayenata Clarebó… Sevilla: Impr. A. Izquierdo y Sobrino, 1879.
- Oración fúnebre que en las honras del presbítero Dr. D. José Torres Padilla… con ocasión de la traslación de sus mortales restos... Sevilla: Impr. A. Izquierdo y Sobrino, 1883.
- Panegírico de San Ignacio de Loyola, pronunciado en la Iglesia de San Luis, de Sevilla... 31 de julio de 1857... Sevilla: lmprenta Libr. de D. A. Izquierdo, 1857. 22 p.
- Recuerdo de la primera misa del... Sr. D. Marcelo Spínola y Maestre, arzobispo de Sevilla... 3 de junio de 1864..., Sevilla: Libr. e Impr. Izquierdo y Cia., 1900.
- Sermón de rogativas por Su Santidad predicado en... 11 de febrero en la... Iglesia de Sevilla. Sevilla: Imprenta de Salvador Acuña y Cia. 1871.
- Sermón que en la solemnísima fiesta de acción de gracias por la recuperación de la imagen y restauración del famoso cuadro de San Antonio de Murillo, pronunciado en la... Iglesia de Sevilla del 13 de octubre del presente año... Sevilla: Imprenta Antonio Izquierdo y Sobrino, 1875.
- Solución católica del misterio de la pobreza. Sermón de la Dominica cuarta de Cuaresma... de 1872 predicó en la Iglesia de Sevilla... Sevilla: Imprenta de Izquierdo y Sobrino, 1872.